# Trigonospila ludio
Trigonospila ludio là một loài ruồi trong họ Tachinidae.